# 桃園市龜山區楓樹國民小學
桃園市龜山區楓樹國民小學（英文：Feng Shu Elementary School），簡稱楓樹國小，位於台灣桃園市龜山區。

## 學校願景
尊嚴、希望、快樂

## 历史沿革
- 2001年（民國90年）8月1日：成立桃園縣楓樹國民小學，派徐自弘先生為首任校長。
- 2008年（民國97年）8月1日：李志鵬先生接任為第二任校長。
- 2014年（民國103年）12月25日：因應桃園縣升格改制為直轄市，更名為桃園市龜山區楓樹國民小學。
- 2016年（民國105年）8月1日：房瑞美女士接任為第三任校長。
- 2024年

## 歷任校長
| 任期  | 姓名        | 任職日期  | 離職日期  | 備註 |
| ----- | ----------- | --------- | --------- | ---- |
| 第1任 | 徐自弘 先生 | 2001年8月 | 2008年7月 |      |
| 第2任 | 李志鵬 先生 | 2008年8月 | 2016年7月 |      |
| 第3任 | 房瑞美 女士 | 2016年8月 |           |      |